# Can Pla (Monistrol de Montserrat)
Can Pla és una obra de Monistrol de Montserrat (Bages) protegida com a Bé Cultural d'Interès Local.

## Descripció
Edifici construït a principis de segle XX aprofitant antigues parets de pedra del Palau Prioral. Consta de planta baixa i dos pisos, amb un gran balcó al primer nivell de la façana principal i finestres amb arcs de mig punt al segon pis.

## Història
Abans de la desamortització de 1835 havia format part del Palau Prioral. Conserva els cellers d'arcs gòtics i la part més vistosa de l'aqüeducte que duia l'aigua als molins priorals.